# Naturbahnrodel-Europameisterschaft 1991
Die 14. FIL Naturbahnrodel-Europameisterschaft fand vom 31. Januar bis 3. Februar 1991 in Völs am Schlern in Italien statt.

## Einsitzer Herren
| Platz | Name                   | Zeit |
| ----- | ---------------------- | ---- |
| 01    | Franz Obrist           | ?    |
| 02    | Erhard Mahlknecht      | ?    |
| 03    | Harald Steinhauser     | ?    |
| 04    | Hannes Pichler         | ?    |
| 05    | Willi Danklmaier       | ?    |
| 06    | Anton Blasbichler      | ?    |
| 07    | Ivan Mahlknecht        | ?    |
| 08    | Günther Steinhauser    | ?    |
| 09    | Reinhard Beer          | ?    |
| 10    | Tore Borke             | ?    |
| 11    | Reinhold Buchmann      | ?    |
| 12    | Gerhard Pilz           | ?    |
| 13    | Almir Betemps          | ?    |
| 14    | Robert Tomelitsch      | ?    |
| 15    | Erwin Dietrich         | ?    |
| 16    | Sten Helge Syversen    | ?    |
| 17    | Walter Mauracher       | ?    |
| 18    | Jerzy Sidoruk          | ?    |
| 19    | Knut Solheim           | ?    |
| 20    | Kazimierz Pilarz       | ?    |
| 21    | Simon Bernik           | ?    |
| 22    | Gunnar Naustdal        | ?    |
| 23    | Lars-Jacob Alveberg    | ?    |
| 24    | Drago Česen            | ?    |
| 25    | Mirko Klinar           | ?    |
| 26    | Mirosław Janica        | ?    |
| 27    | Jewgeni Jakuschin      | ?    |
| 28    | Janko Meglič           | ?    |
| 29    | Philippe Keck          | ?    |
| 30    | Anton Maurer           | ?    |
| 31    | Janez Luznar           | ?    |
| 32    | Ludwig Nöhmeier        | ?    |
| 33    | Bostjan Vizjak         | ?    |
| 34    | Pawel Timschin         | ?    |
| 35    | Greg Guertin           | ?    |
| 36    | Manfred Kleinhans      | ?    |
| 37    | Marjan Meglič          | ?    |
| 38    | Michel De Bernardis    | ?    |
| 39    | Patrik Svensson        | ?    |
| 40    | Timo Heikkilä          | ?    |
| 41    | Wassili Iljin          | ?    |
| 42    | Ari Tuominen           | ?    |
| 43    | Damian Hryńko          | ?    |
| 44    | Albert Karlsson        | ?    |
| 45    | Krzysztof Niewiadomski | ?    |
| 46    | Martin Findura         | ?    |

Der Italiener Franz Obrist wurde Europameister im Einsitzer der Herren. Er gewann vor seinen Landsleuten Erhard Mahlknecht und Harald Steinhauser. Damit gingen zum sechsten und bisher letzten Mal bei Naturbahnrodel-Europameisterschaften alle Medaillen im Herren-Einsitzer an Italien.

## Einsitzer Damen
| Platz | Name                | Zeit |
| ----- | ------------------- | ---- |
| 01    | Doris Haselrieder   | ?    |
| 02    | Irene Koch          | ?    |
| 03    | Delia Vaudan        | ?    |
| 04    | Renate Koch         | ?    |
| 05    | Evi Mitterstieler   | ?    |
| 06    | Ljubow Panjutina    | ?    |
| 07    | Brigitte Feinig     | ?    |
| 08    | Manuela Reiterer    | ?    |
| 09    | Elisabeth Als       | ?    |
| 10    | Elide Glavinaz      | ?    |
| 11    | Joanna Korzeniowska | ?    |
| 12    | Claudia Cretier     | ?    |
| 13    | Renata Ścieszka     | ?    |
| 14    | Irina Sarkowa       | ?    |
| 15    | Izabela Czukiewska  | ?    |
| 16    | Tina Tolar          | ?    |
| 17    | Angelika Widmann    | ?    |
| 18    | Christine Maurer    | ?    |
| 19    | Tammy Wills         | ?    |

Europameisterin im Einsitzer der Damen wurde die Italienerin Doris Haselrieder. Die Silbermedaille gewann die Österreicherin Irene Koch, die bei den letzten beiden Europameisterschaften den dritten Platz erreicht hatte. Die Siegerin der letzten drei Europameisterschaften, Delia Vaudan aus Italien, gewann die Bronzemedaille.

## Doppelsitzer
| Platz | Name                                       | Zeit |
| ----- | ------------------------------------------ | ---- |
| 1     | Krzysztof Niewiadomski – Oktawian Samulski | ?    |
| 2     | Roland Niedermair – Hubert Burger          | ?    |
| 3     | Georg Eberharter – Walter Mauracher        | ?    |
| 4     | Jürgen Pezzi – Christian Hafner            | ?    |
| 5     | Gerhard Götschl – Erwin Dietrich           | ?    |
| 6     | Almir Betemps – Corrado Herin              | ?    |
| 7     | Michael Bischofer – Herbert Kögl           | ?    |
| 8     | Wassili Iljin – Marat Altisow              | ?    |
| 9     | Kazimierz Pilarz – Mirosław Janica         | ?    |

Der Sieg der Polen Krzysztof Niewiadomski und Oktawian Samulski im Doppelsitzer stellte eine zweifache Premiere dar: Erstmals ging damit ein Europameistertitel im Naturbahnrodeln nicht an Italien oder Österreich und gleichzeitig war es auch die erste Medaille überhaupt bei den seit 1970 ausgetragenen Naturbahnrodel-Europameisterschaften, die an ein anderes Land als Italien oder Österreich ging. Zweite wurden die Italiener Roland Niedermair und Hubert Burger, Dritte die Österreicher Georg Eberharter und Walter Mauracher.

## Medaillenspiegel
| Platz | Land       | Gold | Silber | Bronze | Gesamt |
| ----- | ---------- | ---- | ------ | ------ | ------ |
| 1.    | Italien    | 2    | 2      | 2      | 6      |
| 2.    | Polen      | 1    | —      | —      | 1      |
| 3.    | Österreich | —    | 1      | 1      | 2      |